# Clioquinol
Clioquinol ist ein Antiseptikum. Es wurde erstmals 1899 von Ciba patentiert. Als Creme oder Salbe wird es zur äußeren Behandlung von Hautinfektionen durch Bakterien und Pilze verwendet.

## Eigenschaften
Clioquinol ist ein fast weißes, hellgelbes bis hellbraunes Pulver. Es ist in Wasser unlöslich. In Dichlormethan ist es wenig löslich. Es muss vor Licht geschützt gelagert werden.
Es wird angenommen, dass die antimikrobielle Wirkung des Clioquinols darauf beruht, dass die phenolische Hydroxygruppe am C8-Atom mit Schwermetallen Chelatkomplexe zu bilden vermag. Nach Passieren der Bakterien- oder Pilzzellmembran könnte Clioquinol lebenswichtige Enzyme der Keime durch Chelatierung ausschalten und dadurch deren Wachstum unterbinden. Bei einer Blockierung der OH-Gruppe am C8-Atom, etwa durch Veretherung mit Alkylgruppen, ist Clioquinol nicht mehr zur Chelatbildung fähig und nicht mehr antimikrobiell wirksam. Clioquinol wirkt ferner amöbizid.

## Verwendung
Clioquinol wird zur lokalen Behandlung von Hautinfektionen eingesetzt. Die Sensibilisierungsrate ist relativ hoch.
Bis in die 1970er Jahre wurde Clioquinol als orales Antiparasitikum und zur Erhöhung der intestinalen Zinkabsorption bei Patienten mit Acrodermatitis enteropathica, einer genetischen Störung der Zinkabsorption, eingesetzt. Da der orale Einsatz des Medikaments als Auslöser der SMON-Krankheit (Subakute Myelooptikoneuropathie, Subacute myelo-optic neuropathy) festgestellt wurde, darf es oral nicht mehr verabreicht werden. Von 1953 bis 1970 erlitten in Japan dadurch zahlreiche Menschen Nervenschädigungen und Lähmungen. Die orale Einnahme kann sogar zu Erblindung führen. Da Clioquinol mit zweiwertigen Metallen wie beispielsweise Calcium-, Magnesium-, Kupfer- und Zinkionen unlösliche Komplexe bildet, wird der Einfluss des Medikaments auf Alzheimer-Demenz untersucht.

## Synthese
Clioquinol kann aus 8-Hydroxychinolin durch Chlorierung und anschließende Umsetzung mit Kaliumiodid synthetisiert werden.

## Fertigarzneimittel
Monopräparate: Linola Sept (D)
Kombinationspräparate
- mit Flumetason: Locacorten-Vioform (D)
- mit Betamethason: Betnovate-C (CH)